# Ca l'Antiga
|  | No s'ha de confondre amb Ca l'Antigó. |

Ca l'Antiga és una masia de Teià (Maresme) protegida com a Bé Cultural d'Interès Local.

## Descripció
És una masia aïllada dins del nucli urbà de Teià. Consta de dos cossos annexos construïts en diferents períodes: el mas i la casa senyorial. El mas és una construcció d'origen medieval, amb una planta força quadrangular que, en alçada, es distribueix en planta baixa i pis. Té coberta de teula àrab a dos vessants amb el carener perpendicular a la façana principal. De la façana destaca la portalada d'arc de mig punt de maó i brancal de pedra, a més, té una altra obertura a la planta baixa, emmarcada en pedra, i dues obertures més a la planta pis. La finestra que es troba just a sobre de la porta d'accés també és emmarcada en pedra, a més té l'ampit de pedra. Entre les dues obertures de la planta pis hi ha un rellotge solar. L'acabat és arrebossat.
Pel que fa a la casa senyorial, la seva construcció se situa a finals del segle XIX. Es tracta d'un edifici amb planta rectangular, exceptuant una cantonada que es troba retallada. En alçada té planta baixa, pis i golfes, cal destacar que la façana de la planta baixa queda sota un pati que és l'accés principal a la planta pis d'aquest edifici. La planta pis té quatre obertures molt verticals amb arc de mig punt, sobre les quals hi ha les obertures circulars de les golfes. El remat és en balconada. L'acabat és arrebossat. L'accés al pati i, per tant, a la casa senyorial, es fa mitjançant unes amples escales que comuniquen amb el pati davanter del mas.
Dins del mateix conjunt hi ha un umbracle i una bassa.
Cal destacar la tanca de maçoneria que limita a ponent la finca.

## Història
A l'amillarament de 1865 apareix com "Enseñanza de las Monjas", d'aquest passat només es conserva la capella situada rere la casa de pagès.
La casa senyorial va ser construïda a finals del segle XIX (1875). És possible que el seu origen es degui que alguna filla de casa Pol fos monja Carmelita i, donat l'ús que el mas tenia en aquell moment, es donés un tros de terreny de la finca.
En juny de 2014 el mas es va convertir en un espai cultural, on es realitzen exposicions, concerts i altres activitats relacionades amb la cultura.